# THE VIBES
『THE VIBES』（ザ・バイブス）は、SixTONESの4作目のアルバム。2024年1月10日にソニー・ミュージックレーベルズから発売。

## リリース
本アルバムは、「自分自身のテンションを上げたい時や周りの誰かと熱くなりたい時に聴いてほしいGOOD VIBES全開のニューアルバム」として制作された。
初回盤A・初回盤B・通常盤（初回仕様有り）の3形態リリースで、全形態共通で2023年リリースのシングル曲「ABARERO」「こっから」「CREAK」を含む全12曲を収録。加えて初回盤Aには新曲2曲、初回盤Bにはユニット新曲3曲を収録。通常盤には新曲2曲と9thシングル通常盤カップリング曲「Drive」のアルバムver.が収録される。
初回盤A/BはそれぞれBlu-ray/DVD付属。初回盤Aにはリード曲「アンセム」のミュージックビデオ・メイキング・ソロアングルに加え、YouTubeにて公開されている収録シングル3曲のダンスver.のミュージックビデオをフルサイズで収録。初回盤Bにはユニット新曲3曲のMVを収録。

### プロモーション
- 2023年11月8日、グループの公式X（旧・Twitter）にて収録曲とアルバムのタイトルが隠されたアルファベットのクロスワードパズルの画像が投稿される。11日には、解答の画像・動画とともに本アルバムの発売が発表された。同時に全収録曲のタイトルも公開されたが、この時点では曲順や収録形態は非公開となっていた[2]。
- 11月23日以降、公式サイトトップページにアクセスする際収録曲の歌詞の一部がランダムで表示されている。
- 11月28日、公式サイトにてユニット曲の組み合わせを24時間限定の神経衰弱ゲーム形式で発表。
- 12月1日、リード曲のミュージックビデオをYouTubeにて公開[3]、同時にタイトルが「アンセム」であることが判明。
- 12月8日、ユニット曲3曲のミュージックビデオをまとめたダイジェスト映像を公開[4]、同時に3曲のタイトルが判明。
- 12月12日、アルバムのほぼ全曲を視聴できるダイジェスト映像を公開[5]、同時に全トラックリストを公開。更に本作の特設サイトも開設された[6]。
- 12月13日放送のフジテレビ系『2023 FNS歌謡祭 第2夜』にて「アンセム」がテレビ初披露された。
- 12月24日、本アルバムの収録曲を含むSixTONESの楽曲で構成された66分間のセットリストを生配信するイベント『SixTONES X'mas liSTening PARTY on YouTube 2023』を開催[7]。
- 12月31日、収録曲「Only Holy」のミュージックビデオをYouTubeにて公開。
- 2024年1月5日、2年ぶりにTHE FIRST TAKEに出演し、本作にも収録されているシングル曲「こっから」を披露[8]。
- 1月9日、通常盤収録曲「君がいない」のミュージックビデオがYouTubeにて公開された。同MVは全編アニメーションで、イラストレーションはピカタ、アニメーションはえむめろが担当している[9]。また同曲は1月17日にTHE FIRST TAKEでも披露されている[9]。

### 特典
- 初回盤A：THE CARDS（オリジナルフォトカード6枚セット）
- 初回盤B：THE STRAP（オリジナルネックストラップ）
- 通常盤：THE FILE（オリジナルクリアファイル）

## 収録内容

### CD
- 1～12曲目は全形態共通
- 特記なき場合は6人での歌唱

#### 初回盤A
1. こっから [3:57]
作詞・作曲・編曲：佐伯youthK
  - 10thシングル
  - 森本慎太郎 (SixTONES)・髙橋海人 (King & Prince)W主演 日本テレビ系日曜ドラマ『だが、情熱はある』主題歌
2. Alright [2:47]
作詞・作曲・編曲：原田卓也
3. アンセム [3:46]
作詞・作曲：YUUKI SANO / Hayato Yamamoto / YUKI (2D)、編曲：Hayato Yamamoto
  - リード曲
4. ABARERO [3:23]
作詞・作曲：TSUGUMI / TOMOKO IDA、編曲：TOMOKO IDA
  - 9thシングル
5. Something from Nothing [3:26]
作詞：Jamesy Minimal / Soma Genda、作曲：Naoki Itai / MEG / 瀬恒啓、編曲：Naoki Itai / MEG
6. Only Holy [3:42]
作詞：中村泰輔、作曲：中村泰輔 / TAKAROT、編曲：TAKAROT
7. DON-DON-DON [3:32]
作詞：ONIGASHIMA、作曲：Scott Russell Stoddart 、 Mark Angelico Thomson 、 Taneisha Damielle Jackson、編曲：Scott Russell Stoddart
8. Bang Bang Bangin' [3:01]
作詞：Atsushi Shimada / MiNE、作曲：Jimmy Claeson / Andreas Ohrn、編曲：Andreas Ohrn / Jimmy Claeson
9. SPECIAL [3:26]
作詞：CLAUDE S.、作曲・編曲：O-BANKZ
10. Seize The Day [3:51]
作詞：Soflan Daichi / ЯIRE、作曲・編曲：ハセガワシュン
11. TOP SECRET [3:20]
作詞：CLAUDE S.、作曲・編曲：O-BANKZ
12. CREAK [4:10]
作詞：高木誠司、作曲：桑田健吾 / 高木誠司、編曲：桑田健吾、Peach
  - 11thシングル
  - 松村北斗 (SixTONES)・西畑大吾 (なにわ男子)W主演 テレビ朝日系オシドラサタデー『ノッキンオン・ロックドドア』主題歌
13. DRAMA [3:12]
作詞：ONIGASHIMA、作曲：P3AK / Christofer Erixon、編曲：P3AK
14. House of Cards [3:34]
作詞：ONIGASHIMA、作曲：P3AK / Christofer Erixon、編曲：P3AK

#### 初回盤B
1. こっから
2. Alright
3. アンセム
4. ABARERO
5. Something from Nothing
6. Only Holy
7. DON-DON-DON
8. Bang Bang Bangin'
9. SPECIAL
10. Seize The Day
11. TOP SECRET
12. CREAK
13. Blue Days [4:02]
作詞：YU-G、作曲：SHIBU / YU-G、編曲：SHIBU
  - ジェシー・髙地のユニット曲
14. 希望の唄 [3:12]
作詞：Yu Hanabusa、作曲：Yu Hanabusa / TAKAAKI / Rouno、編曲：TAKAAKI / Rouno
  - 京本・森本のユニット曲
15. スーパーボーイ [4:50]
作詞・作曲・編曲：佐伯youthK
  - 松村・田中のユニット曲

#### 通常盤
1. こっから
2. Alright
3. アンセム
4. ABARERO
5. Something from Nothing
6. Only Holy
7. DON-DON-DON
8. Bang Bang Bangin'
9. SPECIAL
10. Seize The Day
11. TOP SECRET
12. CREAK
13. 君がいない [3:03]
作詞・作曲・編曲：zembnal
14. ONE SONG [3:10]
作詞：HIROMI、作曲：Baby Scent 、 Adam Yaron
15. Drive -THE VIBES ver.- [3:42]
作詞：ONIGASHIMA、作曲・編曲：Josef Melin
  - 9thシングル「ABARERO」通常盤収録曲のアルバムver.

### Blu-ray/DVD

#### 初回盤A
1. アンセム -Music Video-
2. アンセム -Live Performance Only ver.-
3. アンセム -Music Video Making-
4. アンセム -Music Video Solo Movie-
5. ABARERO -Dance Performance Only ver.-
6. こっから -Dance Performance Only ver.-
7. CREAK -Dance Performance Only ver.-

#### 初回盤B
1. Blue Days -Music Video-
2. 希望の唄 -Music Video-
3. スーパーボーイ -Music Video-

## チャート成績
1月16日発表のオリコン週間アルバムランキングで首位を獲得した。初週売上は49.7万枚で、1stアルバムから4作連続での初週売上30万枚超えは男性アーティスト史上4組目となる。
また、Billboard JAPANによる集計では初週売上500,570枚となり、初週のみでハーフミリオンを達成している。